# Karl-Hans Arndt
Karl-Hans Arndt (* 19. Dezember 1935 in Wittenberg; † 25. Juli 2012 in Erfurt) war ein deutscher Arzt, Chirurg und Sportmediziner.

## Ausbildung und Laufbahn
Arndt absolvierte ab 1956 das Medizinstudium an der Humboldt-Universität Berlin und der  Medizinischen Akademie Erfurt, das er 1962 mit Staatsexamen abschloss. Im selben Jahr wurde er mit der Dissertationsschrift Die Geschichte der Pest in Erfurt seit dem Ausbruch des Dreißigjährigen Krieges (1625–1739), die das Prädikat magna cum laude erhielt, zum Dr. med. promoviert.
Nach chirurgischer Facharztausbildung und Tätigkeit in der Unfallchirurgie an der Medizinischen Akademie Erfurt beendete er 1969 ein externes Studium an der  Deutschen Hochschule für Körperkultur Leipzig als Diplomsportlehrer. Der Erwerb des Facharztes für Sportmedizin folgte 1971. 1973 erwarb er die Promotion B (Habilitation) mit der Habilitationsschrift Untersuchungen zum Problem der subkutanen Achillessehnenrupturen unter traumatologischen und sportpraktischen Aspekten.
Von 1968 bis 1990 war Arndt im Sportmedizinischen Dienst Erfurt als Kreissportarzt und Leiter der Abteilung Volkssport tätig. Durchgehend wurden sportmedizinische Lehraufträge an verschiedenen Hochschulen und Universitäten wahrgenommen. Arndt war stets parteilos und kein Reisekader. Eine akademische Karriere blieb ihm in der DDR versagt. Eine Berufung als a.o.Dozent an der Medizinischen Akademie Erfurt erfolgte erst 1986, als Honorarprofessor 1997 an der Universität Erfurt.
Nach der Wiedervereinigung Deutschlands und Erwerb des Facharztes für Öffentliches Gesundheitswesen war Arndt bis 2002 als Amtsarzt und Leiter des Gesundheitsamtes der Landeshauptstadt Erfurt tätig.
Arndt war verheiratet mit der Ärztin Christel Arndt, aus der Ehe ging eine Tochter hervor.

## Aktivitäten für Sport und Sportmedizin
Insgesamt wurden mehr als 500 regionale, zentrale und internationale Sportveranstaltungen sportärztlich organisiert und betreut, was sich in entsprechenden Publikationen niederschlug. Arndt war Mitglied der Ärztekommissionen des Ringer-Verbandes und des Turn-Verbandes der DDR. Im 1990 gegründeten Triathlon-Verband der DDR fungierte er als Verbandsarzt. Nach der Wahl zum Generalsekretär der Gesellschaft für Sportmedizin der DDR 1981 bekleidete Arndt diese Funktion ehrenamtlich bis 1990.
Im Oktober 1990 erklärte er beim 32. Deutschen Sportärztekongress in München für die inzwischen gebildeten Landessportärzte-Verbände der neuen Bundesländer den Beitritt zum Deutschen Sportärztebund. Den im Mai 1990 gegründeten Thüringer Sportärztebund führte er als 1. Vorsitzender bis 2004. Seit 1985 aktiver Triathlet, war er von 1990 bis 2000 auch Präsident des Thüringer Triathlon-Verbandes.
Vor und nach der Wende organisierte und leitete Arndt eine Vielzahl sportmedizinischer Weiterbildungsveranstaltungen, Tagungen und Kongresse, darunter die Thüringer Läufertreffen (1979–1998), das Vereinigungssymposium Sportmedizin gestern – heute – morgen 1992 in Oberhof und den 37. Deutschen Sportärztekongress 2001 in Rotenburg/Fulda. Er war Mitglied des wissenschaftlichen Beirats der Deutschen Zeitschrift für Sportmedizin.
Zur Vorbereitung der 100-Jahr-Feier der Deutschen Gesellschaft für Sportmedizin im Herbst 2012 in Berlin hat Arndt noch maßgeblich die Festschrift gestaltet. Sein Vortrag dort sollte ein Höhepunkt des Kongresses werden.

## Veröffentlichungen
Arndt publizierte rund 250 Abhandlungen sporttraumatologischen, sportmedizinischen und medizinhistorischen Inhalts, darunter acht Bücher und Monografien u. a.:
- Achillessehnenruptur und Sport. Barth, Leipzig 1976.

- Sportmedizinische Betreuung bei Sportveranstaltungen. 1. Auflage. Barth, Leipzig 1986. (2., neu bearbeitete Auflage. Barth, Leipzig / Berlin / Heidelberg 1992, ISBN 3-335-00330-6).

- als Hrsg.: Sportmedizin in der ärztlichen Praxis. Barth, Heidelberg/Leipzig 1998, ISBN 3-335-00542-2.

- mit K. Tittel und W. Hollmann (Hrsg.): Sportmedizin gestern – heute – morgen. Barth, Leipzig / Berlin / Heidelberg 1993, ISBN 3-335-00346-2.

## Ehrungen und Auszeichnungen (Auswahl)
- 1966 Ehrenurkunde der 8. Gardearmee der GSSD
- 1977 Verleihung des Titels Medizinalrat
- 1980 Goldenes Traditionsabzeichen der Deutschen Hochschule für Körperkultur Leipzig
- 1982 Ehrenplakette der Gesellschaft für Sportmedizin der DDR
- 1987 GutsMuths-Preis
- 2000 Ehrenpräsident des Thüringer Triathlon-Verbandes
- 2003 Goldenes Ehrenzeichen der Deutschen Gesellschaft für Sportmedizin und Prävention
- 2004 Ehrenvorsitzender des Thüringer Sportärztebundes
- 2005 Bundesverdienstkreuz am Bande für das Lebenswerk